# Foetorepus agassizii
Foetorepus agassizii, tên thông thường là cá đàn lia vây đốm, là một loài cá biển thuộc Foetorepus trong họ Cá đàn lia. Loài này được mô tả lần đầu tiên vào năm 1888.

## Phân bố và môi trường sống
F. agassizii có phạm vi phân bố rộng rãi ở Tây Đại Tây Dương. Loài này được ghi nhận từ tỉnh Nova Scotia (Canada), men dọc theo bờ biển phía đông của Canada và Hoa Kỳ, bao gồm Bermuda và Bahamas, đến khắp vịnh Mexico. Ở biển Caribe, F. agassizii có mặt trải dài từ Puerto Rico đến Grenada; và dọc theo Trung và Nam Mỹ từ Mexico đến Sao Luis, Brazil. F. agassizii sống trên đáy cát, được tìm thấy ở độ sâu khoảng từ 90 đến 650 m.

## Mô tả
Chiều dài tối đa được ghi nhận ở F. agassizii là khoảng 25 cm. Chúng là loài dị hình giới tính. Cơ thể màu cam đỏ tươi; tia đuôi và vây bụng có màu vàng. Lưng với các sọc màu vàng lục. Có một đốm đen lớn giữa các gai vây lưng thứ nhất. Vây hậu môn của cả hai giới có một sọc đen viền cam gần rìa ngoài của nó. Vây đuôi rộng, có các sợi vây vươn dài ở con đực.
Số gai ở vây lưng: 4; Số tia vây mềm ở vây lưng: 7 - 8; Số gai ở vây hậu môn: 0; Số tia vây mềm ở vây hậu môn: 6 - 7; Số tia vây mềm ở vây ngực: 19 - 22; Số gai ở vây bụng: 1; Số tia vây mềm ở vây bụng: 5.